# Oncaea parila
Oncaea parila är en kräftdjursart som beskrevs av Heron 1977. Oncaea parila ingår i släktet Oncaea och familjen Oncaeidae. Inga underarter finns listade i Catalogue of Life.